# Девід Ллойд Джордж
Девід Ллойд Джордж (англ. David Lloyd George, 17 січня 1863 — 26 березня 1945) — державний і політичний діяч Великої Британії, лідер ліберальної партії, прем'єр-міністр (7 грудня 1916 — 22 жовтня 1922), граф (з 1944 року).

## Біографія
Народився у Манчестері в сім'ї учителя. Валлієць за походженням.
1884 — закінчив юридичний факультет університету. Деякий час утримував юридичну контору в Кріччіті.
1890 — вперше був обраний до парламенту.
Брав участь у створенні політичної організації «Молодий Уельс», що виступала за надання автономії Уельсу.
Зумів швидко здобути політичний авторитет, прекрасно володів ораторським мистецтвом.
Під час Другої англо-бурської війни (1899—1902) виступив з критикою дій британської армії проти бурів, висував вимогу припинення фінансування загарбницької війни.
З грудня 1905 — міністр торгівлі Британії.
Після перемоги на парламентських виборах ліберальної партії (січень 1906) Ллойд Джордж займав пост міністра торгівлі (1905—1908) і міністра фінансів (1908—1915).
З квітня 1909 — канцлер скарбниці.
1909 — провів бюджет, який підвищував податок на землі лендлордів.
1911 — став ініціатором прийняття закону про страхування, що передбачав обов'язкову виплату коштів робітникам у випадку хвороби чи безробіття.
У роки Першої світової війни займався перебудовою фінансової системи країни з метою мобілізації всіх ресурсів для ведення війни.
З травня 1916 займав посаду воєнного міністра в коаліційному уряді.
З грудня 1916 до жовтня 1922 — прем'єр-міністр Британської імперії.
Ллойд Джордж був одним з головних учасників Паризької мирної конференції (1919—1920 років). Будучи майстром компромісів і політичної інтриги, вміло використовуючи американсько-японські і американо-французькі протиріччя, зумів досягти значних успіхів у відстоюванні інтересів Великої Британії. Різко виступив проти намагань Жоржа Клемансо розчленувати Німеччину, максимально послабити її репараціями і створити великі державні об'єднання під егідою Франції.
Послаблення міжнародних позицій Великої Британії в післявоєнний період примусило Ллойд Джорджа в кінці 1922 року піти у відставку. Відійшов від політичного життя, здійснив тривалі подорожі до Бразилії, Індії, Єгипту.
З середини 1930-х років намагався повернутись у політику. Запропонував економічну програму виходу Англії з кризи, що містила елементи планування і державного регулювання економіки.
Видав 6-томні «Воєнні мемуари» і спогади про післявоєнне мирне врегулювання «Правда про мирні договори».

## Девід Ллойд Джордж та Україна
З усіх учасників Паризької мирної конференції (1919—1920 років) Ллойд Джордж найбільш прихильно ставився до українського питання. Виступав проти включення території ЗУНР та УНР до складу Польської держави. За його наполяганнями було створено комісію для проведення розмежування етнічних територій українців, поляків і білорусів (згодом кордон цього розмежування увійшов в історію під назвою «Лінія Керзона»). Однак, британська делегація під його проводом вважала за необхідне віддати Львів та Дрогобицько-Бориславський нафтовий басейн Польщі.
Під час засідань проявляв найбільшу з-поміж представників Антанти, США зацікавленість українським питанням, зокрема:
- чи буде УГА в разі миру битись проти більшовиків
- якщо Україна не буде самостійною, то з ким вона хоче бути — з Польщею чи Росією
- чи українська мова відрізняється від польської
- чи дійсно ЗУНР бажає миру і т. д.[7]